# Adaptive Insights
Adaptive Insights também conhecida como Adaptive Planning é uma empresa multinacional desenvolvedora de software que tem sua sede em Palo Alto na Califórnia.

## Aplicativos
Seus aplicativos para a área de planejamento e orçamento são disponibilizados de forma on-line e permitem aos usuários substituir múltiplas planilhas por um sistema integrado que consolida as informações em um banco de dados que utiliza a computação em nuvem. A empresa utiliza o sistema Software as a service (SaaS) como forma para comercializar e distribuir os seus produtos.
A software house foi fundada em 2003 por Robert S. Hull e Richard L. Dellinge e tem cerca de 2 000 clientes ao redor do mundo.